# DFB-Junioren-Vereinspokal 2014/15
Der DFB-Junioren-Vereinspokal 2014/15 war die 29. Austragung dieses Wettbewerbs. Er begann am 2. August 2014 und endete mit dem Finale am 30. Mai 2015.

## Teilnehmende Mannschaften
Am Wettbewerb nahmen die Juniorenpokalsieger (Saison 2013/14) der 21 Landesverbände des DFB teil:
- Flensburg 08 (Schleswig-Holstein)
- FC St. Pauli (Hamburg)
- Werder Bremen (Bremen)
- VfL Wolfsburg (Niedersachsen)
- Hansa Rostock (Mecklenburg-Vorpommern)
- Hertha BSC (Berlin)
- Energie Cottbus (Brandenburg)
- Hallescher FC (Sachsen-Anhalt)
- Chemnitzer FC (Sachsen)
- FC Carl Zeiss Jena (Thüringen)
- 1. FC Köln (Mittelrhein)
- 1. FC Mönchengladbach (Niederrhein)
- FC Schalke 04 (Westfalen)
- Eintracht Trier (Rheinland)
- SV Gonsenheim (Südwest)
- SV Elversberg (Saarland)
- Eintracht Frankfurt (Hessen)
- VfR Aalen (Württemberg)
- SV Waldhof Mannheim (Baden)
- SC Freiburg (Südbaden)
- TSV 1860 München (Bayern)

## 1. Runde
In der 1. Runde spielten zehn Teilnehmer fünf Achtelfinalisten aus. Die restlichen elf Teilnehmer erhielten ein Freilos und stiegen erst im Achtelfinale in den Wettbewerb ein.
| Datum      |                     | Ergebnis  |                     |
| ---------- | ------------------- | --------- | ------------------- |
| 02.08.2014 | Energie Cottbus     | 5:1 (3:0) | Eintracht Frankfurt |
| 03.08.2014 | Chemnitzer FC       | 0:3 (0:1) | FC Schalke 04       |
| 03.08.2014 | SV Elversberg       | 1:4 (0:1) | TSV 1860 München    |
| 03.08.2014 | Hertha BSC          | 2:0 (1:0) | SC Freiburg         |
| 03.08.2014 | SV Waldhof Mannheim | 1:3 (1:2) | VfR Aalen           |

## Achtelfinale
| Datum      |                       | Ergebnis  |                  |
| ---------- | --------------------- | --------- | ---------------- |
| 27.09.2014 | Energie Cottbus       | 2:0 (1:0) | FC Hansa Rostock |
| 27.09.2014 | Flensburg 08          | 0:9 (0:4) | FC Schalke 04    |
| 28.09.2014 | 1. FC Mönchengladbach | 0:1 (0:1) | Hertha BSC       |
| 28.09.2014 | Eintracht Trier       | 0:5 (0:1) | FC St. Pauli     |
| 28.09.2014 | VfL Wolfsburg         | 4:1 (1:0) | VfR Aalen        |
| 28.09.2014 | Hallescher FC         | 1:2 (0:2) | SV Gonsenheim    |
| 28.09.2014 | FC Carl Zeiss Jena    | 0:1 (0:0) | TSV 1860 München |
| 29.09.2014 | Werder Bremen         | 2:3 (2:0) | 1. FC Köln       |

## Viertelfinale
| Datum      |                 | Ergebnis  |                  |
| ---------- | --------------- | --------- | ---------------- |
| 03.12.2014 | 1. FC Köln      | 0:2 (0:0) | FC Schalke 04    |
| 13.12.2014 | FC St. Pauli    | 0:1 (0:1) | Hertha BSC       |
| 14.12.2014 | Energie Cottbus | 3:1 (1:1) | TSV 1860 München |
| 21.12.2014 | SV Gonsenheim   | 0:2 (0:1) | VfL Wolfsburg    |

## Halbfinale
| Datum      |                 | Ergebnis                         |               |
| ---------- | --------------- | -------------------------------- | ------------- |
| 21.03.2015 | Energie Cottbus | 2:2 n. V. (2:2, 1:2) (4:3 i. E.) | VfL Wolfsburg |
| 21.03.2015 | FC Schalke 04   | 1:2 (0:1)                        | Hertha BSC    |

## Finale
Das Finale fand am 30. Mai 2015 im Berliner Stadion auf dem Wurfplatz statt.
| Paarung         | Hertha BSC – Energie Cottbus |
| Ergebnis        | 1:0 (0:0) |
| Datum           | 30. Mai 2015 um 11:00 Uhr |
| Stadion         | Stadion auf dem Wurfplatz, Berlin |
| Zuschauer       | 4.400 |
| Schiedsrichter  | Benjamin Cortus (Nürnberg) |
| Tore            | 1:0 Beyer (51.) |
| Hertha BSC      | Nils Körber – Maximilian Mittelstädt, Jordan Torunarigha, Nico Beyer, Yanni Regäsel – Dominik Pelivan (89. Maurice Klehr), Damir Bektic, Farid Abderrahmane (90. Lukas Kraeft), Leon Jensen (80. Tobias Hasse), Shawn Kauter (70. Marcel Rausch) – Mike Brömer Cheftrainer: Michael Hartmann |
| Energie Cottbus | Avdo Spahić – Tim Häußler, Erich Jeschke, Philipp Knechtel, Michael Czyborra – Jonas Zickert, Charlie Graf, Felix Geisler (81. Görkem Üre), Ali Ayvaz – Niklas Goslinowski (67. Lukas Müller), Vesel Limaj (89. Felix Angerhöfer) Cheftrainer: Sebastian Abt                                 |
| Gelbe Karten    | Leon Jensen – Tim Häußler |